# Le Lion qui claquait des dents
Le Lion qui claquait des dents (titre original : The Mystery of the Nervous Lion) est un roman de Robert Arthur, Jr. et de Nick West, paru en 1971 aux États-Unis, faisant partie de la série policière pour adolescents Les Trois Jeunes Détectives.
La rédaction du roman fut attribuée à Alfred Hitchcock pour des motifs publicitaires et de marketing dans les éditions de 1971 à 1980.

## Résumé
Hannibal Jones, Peter Crentch et Bob Andy sont appelés par Alfred Hitchcock pour une enquête qui sort de l'ordinaire. Jim hall, un de ses amis, travaille au sein d'un parc animalier et est chargé des animaux sauvages. Or le lion Arthur, habituellement gentil et inoffensif, est depuis quelques jours agressif et stressé : il n'agit pas comme d'habitude. 
Par la suite, le gorille et la panthère noire connaîtront aussi des problèmes de comportement.
Lors de leur enquête, les trois adolescents découvrent un trafic de diamants en lien avec l'Afrique de l'Est : les diamants étaient cachés dans des barreaux de la grille de la cage du lion, c'est pourquoi l'animal était stressé.

## Remarque
Le titre ne représente pas le comportement du lion tel qu'il est présenté dans le roman : le lion « ne claque pas des dents », il est plutôt agressif et tourmenté.